# Gare de Port-de-Piles
La gare de Port-de-Piles est une gare ferroviaire française de la ligne de Paris-Austerlitz à Bordeaux-Saint-Jean, située sur le territoire de la commune de La Celle-Saint-Avant, dans le département d'Indre-et-Loire, en région Centre-Val de Loire. Elle a donc la particularité de porter le nom d'une commune située dans une autre région.
Elle est mise en service en 1851 par la Compagnie du chemin de fer du Centre et devient en 1852 une gare de la Compagnie du chemin de fer de Paris à Orléans (PO).
C'est une gare voyageurs de la Société nationale des chemins de fer français (SNCF) desservie par des trains régionaux TER Centre-Val de Loire et TER Nouvelle-Aquitaine.

## Situation ferroviaire
Établie à 50 mètres d'altitude, la gare de bifurcation de Port-de-Piles est située au point kilométrique (PK) 281,110 de la ligne de Paris-Austerlitz à Bordeaux-Saint-Jean, entre les gares de Maillé et des Ormes-sur-Vienne, et au PK 52,301 de la ligne de Port-Boulet à Port-de-Piles partiellement déclassée. Elle est également l'origine (au PK 281,110) de la ligne de Port-de-Piles à Argenton-sur-Creuse partiellement déclassée également.

## Histoire
La « station intermédiaire de Port-de-Piles » est mise en service le 15 juillet 1851 par la Compagnie du chemin de fer du Centre, lorsqu'elle ouvre à l'exploitation le deuxième tronçon, de Tours à Poitiers, de sa ligne d'Orléans à Bordeaux. Le bâtiment comporte, un corps central à trois ouvertures avec un étage et une toiture à deux pans, et deux ailes à trois ouvertures. Il est réalisé, suivant les instructions de la Compagnie, par les entreprises Lesourd et Autellet.
Le 27 mars 1852, elle devient une gare du réseau de la Compagnie du chemin de fer de Paris à Orléans (PO).

## Service des voyageurs

### Accueil
Gare SNCF, elle dispose d'un bâtiment voyageurs avec guichets ouverts tous les jours sauf dimanche et fêtes. Elle est équipée d'automates pour l'achat de titres de transport. Elle est équipée d'un quai latéral et d'un quai central qui sont encadrés par trois voies, ainsi que des voies de service.
Une passerelle permet la traversée des voies et le changement de quai.

### Desserte
Port-de-Piles est desservie par des trains des réseaux TER Centre-Val de Loire et TER Nouvelle-Aquitaine circulant entre Tours et Poitiers,, ainsi que par des trains du réseau TER Centre-Val de Loire circulant entre Tours et Port-de-Piles.

### Intermodalité
Un parc pour les vélos et un parking pour les véhicules y sont aménagés.

## Service des marchandises
Cette gare est ouverte au service du fret.